# 神ノ木弁財天
神ノ木弁財天（かみのき べんざいてん  神ノ木辨才天）は、京都市右京区嵯峨野神ノ木町にある神社。なお、神ノ木神社とも称されることもある。

## 祭神
- 弁財天（べんざいてん）

## 歴史
社伝に拠れば、三百余年前に山城国葛野郡生田村の庄屋海老名庄左衛門が、比叡山の無動寺から授けられた木像を家宝として祀っていたところ、その次代の庄左衛門の夢枕に弁財天が現れ、木像の指が3本折れたという。これを祓い清めた後に修復し祀っていたが、その後当地（現・神ノ木町）に遷座した時に再び夢枕に弁財天が現れたため、神ノ木村在住の安井仙之助の尽力と地主北村利一郎が私有地を寄進したことにより、1889年（明治22年）秋に神ノ木弁財天として、この木像を祭祀する場所としたという。その後、大正年代には神ノ木地神を合祀し現在に至る。

## 境内
境内は、小さな祠が樹齢300年超とされる高さ20mの榎の大木3本に囲まれており、この木は右京区民の誇りの木に指定されていた。
しかし、2017年10月23日の台風21号の影響によって、１本が線路側へ根元から倒木して祠の前にあった石鳥居と木製の赤鳥居が破損し、嵐山本線がしばらく運休となった。2018年2月現在では、大木は全て刈り取られており、鳥居は破損したままとなっている。

## 祭事
- 11月第1日曜日 御火焚祭[2][5]

## 現地情報
所在地
- 京都府京都市右京区嵯峨野神ノ木町

交通アクセス
- 最寄駅：京福電気鉄道嵐山本線 有栖川駅下車後、徒歩約1分（東へ約100m）
- 最寄駅：JR西日本山陰本線 太秦駅より下車後、徒歩約12分（南西へ約1km）
- 最寄バス停：京都バス・京都市営バス 生田口バス停より北東へ約200m